# Holubice (Vyškovi járás)
Holubice település Csehországban, Vyškovi járásban. Holubice Velešovice, Slavkov u Brna, Tvarožná, Sivice, Blažovice, Kovalovice, Pozořice és Křenovice településekkel határos. Lakosainak száma 1766 fő (2024. január 1.).

## Népesség
A település lakosságának változását az alábbi diagram mutatja:
| Lakosok száma | 583  | 685  | 863  | 941  | 921  | 848  | 1174 | 1298 | 1516 | 1766 |
|               | 1869 | 1890 | 1921 | 1950 | 1980 | 2001 | 2017 | 2019 | 2022 | 2024 |